# Lumbricillus reynoldsoni
Lumbricillus reynoldsoni är en ringmaskart som beskrevs av Anders Backlund 1948. Lumbricillus reynoldsoni ingår i släktet Lumbricillus och familjen småringmaskar. Arten har ej påträffats i Sverige. Inga underarter finns listade i Catalogue of Life.